# Selección femenina de fútbol de Lituania
La selección femenina de fútbol de Lituania (en lituano; Lietuvos moterų futbolo rinktinė) representa a Lituania en las competiciones internacionales de fútbol femenino. Está afiliada a la UEFA y a su vez a la FIFA.
No ha participado aún en la Eurocopa Femenina.
Hasta el momento no ha logrado clasificarse para disputar la Copa Mundial Femenina de Fútbol, ni tampoco los juegos olímpicos.

## Estadísticas

### Copa Mundial Femenina de Fútbol
| Edición | Resultado               | Posición                | PJ                      | PG                      | PE                      | PP                      | GF                      | GC                      |
| ------- | ----------------------- | ----------------------- | ----------------------- | ----------------------- | ----------------------- | ----------------------- | ----------------------- | ----------------------- |
| 1991    | No existía la selección | No existía la selección | No existía la selección | No existía la selección | No existía la selección | No existía la selección | No existía la selección | No existía la selección |
| 1995    | No clasificó            | No clasificó            | No clasificó            | No clasificó            | No clasificó            | No clasificó            | No clasificó            | No clasificó            |
| 1999    | No participó            | No participó            | No participó            | No participó            | No participó            | No participó            | No participó            | No participó            |
| 2003    | No participó            | No participó            | No participó            | No participó            | No participó            | No participó            | No participó            | No participó            |
| 2007    | No participó            | No participó            | No participó            | No participó            | No participó            | No participó            | No participó            | No participó            |
| 2011    | No participó            | No participó            | No participó            | No participó            | No participó            | No participó            | No participó            | No participó            |
| 2015    | No clasificó            | No clasificó            | No clasificó            | No clasificó            | No clasificó            | No clasificó            | No clasificó            | No clasificó            |
| 2019    | No clasificó            | No clasificó            | No clasificó            | No clasificó            | No clasificó            | No clasificó            | No clasificó            | No clasificó            |
| 2023    | No clasificó            | No clasificó            | No clasificó            | No clasificó            | No clasificó            | No clasificó            | No clasificó            | No clasificó            |
| 2027    | Por disputarse          | Por disputarse          | Por disputarse          | Por disputarse          | Por disputarse          | Por disputarse          | Por disputarse          | Por disputarse          |
| Total   | 0/9                     | -                       | -                       | -                       | -                       | -                       | -                       | -                       |

### Eurocopa Femenina
| Edición | Resultado               | Posición                | PJ                      | PG                      | PE                      | PP                      | GF                      | GC                      |
| ------- | ----------------------- | ----------------------- | ----------------------- | ----------------------- | ----------------------- | ----------------------- | ----------------------- | ----------------------- |
| 1984    | No existía la selección | No existía la selección | No existía la selección | No existía la selección | No existía la selección | No existía la selección | No existía la selección | No existía la selección |
| 1987    | No existía la selección | No existía la selección | No existía la selección | No existía la selección | No existía la selección | No existía la selección | No existía la selección | No existía la selección |
| 1989    | No existía la selección | No existía la selección | No existía la selección | No existía la selección | No existía la selección | No existía la selección | No existía la selección | No existía la selección |
| 1991    | No existía la selección | No existía la selección | No existía la selección | No existía la selección | No existía la selección | No existía la selección | No existía la selección | No existía la selección |
| 1993    | No existía la selección | No existía la selección | No existía la selección | No existía la selección | No existía la selección | No existía la selección | No existía la selección | No existía la selección |
| 1995    | No clasificó            | No clasificó            | No clasificó            | No clasificó            | No clasificó            | No clasificó            | No clasificó            | No clasificó            |
| 1997    | No participó            | No participó            | No participó            | No participó            | No participó            | No participó            | No participó            | No participó            |
| 2001    | No participó            | No participó            | No participó            | No participó            | No participó            | No participó            | No participó            | No participó            |
| 2005    | No participó            | No participó            | No participó            | No participó            | No participó            | No participó            | No participó            | No participó            |
| 2009    | No clasificó            | No clasificó            | No clasificó            | No clasificó            | No clasificó            | No clasificó            | No clasificó            | No clasificó            |
| 2013    | No clasificó            | No clasificó            | No clasificó            | No clasificó            | No clasificó            | No clasificó            | No clasificó            | No clasificó            |
| 2017    | No clasificó            | No clasificó            | No clasificó            | No clasificó            | No clasificó            | No clasificó            | No clasificó            | No clasificó            |
| 2022    | No clasificó            | No clasificó            | No clasificó            | No clasificó            | No clasificó            | No clasificó            | No clasificó            | No clasificó            |
| 2025    | No clasificó            | No clasificó            | No clasificó            | No clasificó            | No clasificó            | No clasificó            | No clasificó            | No clasificó            |
| Total   | 0/14                    | -                       | -                       | -                       | -                       | -                       | -                       | -                       |

### Liga de Naciones Femenina de la UEFA
| Edición | L     | G     | Resultado     | PJ | PG | PE | PP | GF | GC |
| ------- | ----- | ----- | ------------- | -- | -- | -- | -- | -- | -- |
| 2023-24 | C     | 2     | Segundo lugar | 6  | 1  | 2  | 3  | 4  | 9  |
| Total   | Total | Total | 1/1           | 6  | 1  | 2  | 3  | 4  | 9  |

## Últimos y próximos encuentros
Actualizado al último partido jugado el 16 de julio de 2024
| Fecha      | Ciudad       | Local       | Resultado | Visitante   | Competición                   |
| ---------- | ------------ | ----------- | --------- | ----------- | ----------------------------- |
| 27-10-2023 | Vilna        | Lituania    | 0:0       | Georgia     | Liga de Naciones UEFA 2023-24 |
| 31-10-2023 | Tiflis       | Georgia     | 0:3       | Lituania    | Liga de Naciones UEFA 2023-24 |
| 01-12-2023 | Vilna        | Lituania    | 0:4       | Turquía     | Liga de Naciones UEFA 2023-24 |
| 05-12-2023 | Differdange  | Luxemburgo  | 1:1       | Lituania    | Liga de Naciones UEFA 2023-24 |
| 05-04-2024 | Tiflis       | Georgia     | 2:2       | Lituania    | Clas. Eurocopa Femenina 2025  |
| 09-04-2024 | Vilna        | Lituania    | 1:0       | Chipre      | Clas. Eurocopa Femenina 2025  |
| 31-05-2024 | Cancelado    | Lituania    | 0:3       | Bielorrusia | Clas. Eurocopa Femenina 2025  |
| 04-06-2024 | Cancelado    | Bielorrusia | 3:0       | Lituania    | Clas. Eurocopa Femenina 2025  |
| 12-07-2024 | Achnas       | Chipre      | 1:2       | Lituania    | Clas. Eurocopa Femenina 2025  |
| 16-07-2024 | Druskininkai | Lituania    | 0:1       | Georgia     | Clas. Eurocopa Femenina 2025  |